# Egira metaxys
Egira metaxys är en fjärilsart som beskrevs av Charles Boursin 1966. Egira metaxys ingår i släktet Egira och familjen nattflyn. Inga underarter finns listade i Catalogue of Life.